# James Langevin
James R. Langevin dit Jim Langevin, né le 22 avril 1964 à Providence (Rhode Island), est un homme politique américain, membre du Parti démocrate et représentant du 2e district de Rhode Island à la Chambre des représentants des États-Unis de 2001 à 2023.

## Biographie
Jim Langevin est originaire de Providence, capitale de Rhode Island. À 16 ans, alors qu'il est élève officier à Warwick, il est accidentellement blessé par un collègue dans les vestiaires. Il devient tétraplégique. Il est diplômé du Rhode Island College en 1990 et de Harvard en 1994.
Durant ses études, de 1988 à 1994, il siège à la Chambre des représentants de Rhode Island. En 1994, il est élu secrétaire d'État de Rhode Island. Durant son mandat, il se montre en faveur d'un gouvernement ouvert dans un État longtemps touché par la corruption.
En 2000, il est élu à la Chambre des représentants des États-Unis dans le 2e district de Rhode Island avec 62,3 % des voix. Il succède au démocrate Bob Weygand. Il devient le premier tétraplégique élu au Congrès des États-Unis. De 2002 à 2008, il est toujours réélu avec plus de 70 % des suffrages. Depuis 2010, il est reconduit par 55 à 63 % des électeurs. Après dix mandats, il ne se représente pas en 2022.

## Historique électoral

### Chambre des représentants
| Année | James Langevin | Rép    | Ind    | Vert  |
| ----- | -------------- | ------ | ------ | ----- |
| Année |                |        |        |       |
| 2000  | 62,2 %         | 14,0 % | 21,4 % | 2,3 % |
| 2002  | 76,3 %         | 22,3 % | 1,4 %  | —     |
| 2004  | 74,5 %         | 20,8 % | 4,6 %  | —     |
| 2006  | 72,7 %         | —      | 27,3 % | —     |
| 2008  | 70,0 %         | 29,8 % | —      | —     |
| 2010  | 59,9 %         | 31,8 % | 8,4 %  | —     |
| 2012  | 55,7 %         | 35,1 % | 9,1 %  | —     |
| 2014  | 62,2 %         | 37,6 % | —      | —     |
| 2016  | 58,1 %         | 30,8 % | 11,0 % | —     |
| 2018  | 63,5 %         | 36,3 % | —      | —     |
| 2020  | 58,2 %         | 41,5 % | —      | —     |